# Дарко Марковић
Дарко Марковић (Скопље, 1940. — Скопље, 9. јуни 2016) био је македонски карикатуриста, сатиричар, филмски режисер, сценариста,  сценограф, аниматор, стрип цртач, илустратор и дизајнер. Творац је популарног стрипа „Пецко“.
Дипломирао је 1966. године архитектуру, а 1972. специјализовао анимирани филм у Загребу, у оквиру менторства оскаровца Душана Вукотића.
Професионалну каријеру као карикатуриста почео је 1960, радећи за бројне новине и часописе Македоније и бивше Југославије. Од 1966. до 1975. године радио је као главни уредник хумористично-сатиричног часописа Остен и као директор Светске галерије карикатуре у Скопљу.
Филмом се активно бавио од 1975. године, када се запослио у "Вардар филму", отварајући студио анимираног филма.
Његови познати анимирани филмови су „Граница“ (1976), „Стоп“ (1976), „Три минути на светот на Мирослав Бартак“ (1976), „Бело топче“ (1977), „Циркус“ (1979), и други.
Радио је и на стриповима о Пецку.
Од 1978. радио као слободан уметник, а 1983. је именован за професора Факултета уметности у Скопљу, на предмету анимирани филм. У истом периоду радио је као главни уредник културно-уметничког програма Телевизије Скопље. Од 1988. до 1995. живи и ради у Лондону. Враћа се 1995. у Македонију.
За своје карикатуре и анимиране филмове, добио је преко тридесет награда и признања.
У родном Скопљу, где је живео и радио, умро је после тешке и дуге болести 9. јуна 2016. године.